# Атрощенко Інна Іванівна
Інна Іванівна Атрощенко (нар. 22 березня 1983, смт. Ріпки, Чернігівська область, УРСР) — українська актриса театру.

## Життєпис
Закінчила місцеву школу № 2. Зростала в цікавій, веселій та творчій атмосфері, що сприяло розвитку творчої особистості.
Батьки, тато — Іван Володимирович та мама — Тетяна Миколаївна, підтримували тягу до творчості дочки. З раннього віку Інна займалася різними видами мистецтва: відвідувала гуртки, театральні студії, займалася в музичній школі по класу фортепіано.
| Ліві лапки | Хотілось би, щоб всі сім'ї були такими: прислухувались до бажань дітей, розвивали їхні таланти. А також поважали та не показували особисті сварки. | Праві лапки |

Батьки були не проти, коли дочка сказала, що хоче вивчитись акторській майстерності. Тато сказав мудру річ: «Вступай туди, куди тебе тягне. Щоб ми потім не чули від тебе ніяких докорів та претензій, за те, що самі вказали на твою долю, не давши обирати самій. Якщо це справді твоє — ти це побачиш і зрозумієш.»
Артистка закінчила НУКіМ ім. М. Заньковецької (курс Г. А. Кашковської) з відзнакою. Але далі вчитись на денному відділенні та отримувати вищу освіту не мало сенсу, адже професію дівчина вже отримала. Та й хотілося почати реалізовуватись в житті, втілювати отримані навички в роботі.
З 2003 року працює в Чернігівському обласному молодіжному театрі. Інні припала до душі камерна сцена «Молодіжного».
| Ліві лапки | На маленькій сцені більше розкриваєшся, ти справжній. Адже глядач близько і це не дає права десь схибити, бо це одразу помітять. | Праві лапки |

На думку Інни, актор повинен бути хорошим психологом, щоб втілювати різні характери на сцені. Тому вступила до НДУ ім. М. Гоголя на факультет «Практична психологія». Акторка працювала та навчалася заочно.
Син Іван також вже грає в театрі, танцює в народному колективі. І актриса, як колись свого часу її батьки, допомагає розкрити таланти та всіляко підтримує вже свою дитину.
Пошуки свого творчого шляху завели акторку на знімальний майданчик. Вона знімалася в місцевій рекламі, в документальній програмі «Містичні історії з Павлом Костіциним» та в українських серіалах «Сімейні мелодрами», «Клініка», «25-та година».
Але все ж акторка віддає перевагу театральній сцені.
| Ліві лапки | Я буду працювати в театрі, поки є така можливість — це цікавіше. Як на мене, на сцені актор думає та працює більше. А ще відчуває безцінну реакцію глядача, його зворотну віддачу. Тоді одразу можна зрозуміти , чи ти справляється актор з поставленою перед ним задачею. | Праві лапки |

## Ролі в театрі
Чернігівський обласний молодіжний театр (з 2003-го року)
1. «МамаКлава» (П. Морозов[ru]) — Ніна;
2. «Трактирниця»[ru] (К. Гольдоні) — Мірандоліна;
3. «Небезпечний поворот» (Дж.-Б. Прістлі) — Фреда Кеплен;
4. «Полліанна» (Е. Портер), постановка Б. Ревкевича — Ненсі;
5. «Карлсон» (А. Ліндгрен) — Мама;
6. «Іохим Лис — детектив з дипломом» (Г. Гладков) — Бібіана Борсучиха;
7. «Татуйована троянда» (Т. Уільямс) — Флора;
8. «За двома зайцями» (М. Старицький) — Марта;
9. «Три товариші» (Е. М. Ремарк) — Роза;
10. «Оркестр» (Ж. Ануй) — Ермеліна;
11. «Безіменна зірка» (Михаїл Себастіан), постановка Б. Ревкевича — Мадемуазель Куку;
12. Механічний апельсин (Е. Берджес), постановка І. Тихомирова — Kiska II, Мама;
13. «Валентин і Валентина» (М. Рощин) — Женя;
14. «Чайка» (А. Чехов) — Поліна Андріївна;
15. «Дядя Ваня» (А. Чехов) — Олена Андріївна;
16. «Поминальна молитва» (Г. Горін), постановка О. Янковського — Шпринця;
17. «Фієста» (Е. Хемінгуей), постановка І. Тихомирова — Френсіс;
18. «Вовки та вівці»[ru] (О. М. Островський) — Євлампія Миколаївна Купавіна;
19. «Дерева вмирають стоячи» (А. Касона) — Марта-Ізабелла;
20. «Шельменко-денщик» (Г. Квітка-Основ'яненко) — Мотря;
21. «Ляльковий дім» (Г. Ібсен) — Служниця;
22. "Білет до Одеси, або Пароплав пливе «Анюта» — Маня;
23. «Новорічний переполох» — Ялинка;
24. «На жабках» — Рая;
25. «Пригоди Петрика святкової ночі» (Д. Литвин) — Мама;
26. «Не приймай подарунків від Антипка» (Д. Литвин) — Мама;
27. «Шалений Новий рік, або одруження Солов'я-розбійника», постановка С. Бузняк — Аграфена;
28. «Матінка Кураж та її діти» (Б. Брехт);
29. «Політ над гніздом зозулі» (К. Кізі) — Сандра;
30. «Воццек» (Іздрик);
31. «Повернення придурків» (П. Яценко) — Тріппарасундарі;
32. «Танго» (С. Мрожек),режисер-постановник Олексій Биш — Елеонора, мати Артура;
33. «Зачарована Десна» (О. Довженко), режисер-постановник Олексій Биш.
34. «Соло для Попелюшки», постановка А. Пушкіної — Ізольда.

Інші проєкти
Окрім основної роботи в театрі, акторка бере участь у проектах «Театру 23», творчої ініціативи «Teatrum Mundi», проводить майстер-класи з акторської майстерності в школах, виступає в ролі ведучої.
| Ліві лапки | Я така людина, що дуже стрімко запалююсь новими проектами. Мені все цікаво. Навіть якщо не маю якихось навичок — навчусь і втілю свою ідею в життя. Сидіти вдома – це не моє. Треба кудись бігти, щось робити. Сім’ю свою дуже люблю, але творчість за домашніми справами не сховаєш. | Праві лапки |